# Dorsale King
La dorsale King è una catena montuosa situata nella regione nord-occidentale della Dipendenza di Ross, nell'entroterra della costa di Pennell, in Antartide. La dorsale King, che fa parte dei monti della Concordia, un gruppo montuoso a sua volta facente parte della catena dei monti Transantartici, è orientata in direzione nord-ovest/sud-est, nella quale si estende per circa 35 km, arrivando a una larghezza massima di circa 15 km, ed è costeggiata, a est dal ghiacciaio Lillie, che la separa dalla dorsale Mirabito, e a ovest dal ghiacciaio Rawle, che la separa dal massiccio Leitch, e dal ghiacciaio Black, che ne separa l'estremità occidentale dai monti Bowers. La vetta più alta della catena è quella del monte Gawn, che arriva a 2190 m s.l.m..

## Storia
L'intera formazione è stata mappata per la prima volta dallo United States Geological Survey grazie a fotografie aeree scattate dalla marina militare statunitense (USN) nel periodo 1960-63 e a ricognizioni terrestri effettuate da spedizioni statunitensi e neozelandesi negli anni 1960. Essa è stata poi così battezzata dal Comitato consultivo dei nomi antartici in onore del comandante James P. King, della USN, facente parte dello staff meteorologico di tre operazioni Deep Freeze, svolte dal 1962 al 1964.